# Leptostygnus leptochirus
Leptostygnus leptochirus – gatunek kosarza z podrzędu Laniatores i rodziny Agoristenidae..

## Występowanie
Gatunek wykazany z Kolumbii.